# Камер
Камер (рум. Camăr) — село у повіті Селаж в Румунії. Адміністративний центр комуни Камер.
Село розташоване на відстані 416 км на північний захід від Бухареста, 34 км на захід від Залеу, 94 км на північний захід від Клуж-Напоки.

## Населення
За даними перепису населення 2002 року у селі проживали 1899 осіб.
Національний склад населення села:
| Національність | Кількість осіб | Відсоток |
| -------------- | -------------- | -------- |
| угорці         | 1742           | 91,7%    |
| румуни         | 121            | 6,4%     |
| цигани         | 36             | 1,9%     |

Рідною мовою назвали:
| Мова      | Кількість осіб | Відсоток |
| --------- | -------------- | -------- |
| угорська  | 1667           | 87,8%    |
| румунська | 131            | 6,9%     |
| циганська | 101            | 5,3%     |